# گلنبورن (داکوتای شمالی)
گلنبورن(به انگلیسی: Glenburn) شهری در ایالت داکوتای شمالی کشور ایالات متحده آمریکا است که جمعیت آن در سرشماری سال ۲۰۱۰ میلادی، ۳۸۰ نفر بوده‌است.